# 丰乐镇 (务川县)
丰乐镇，是中华人民共和国贵州省遵义市务川仡佬族苗族自治县下辖的一个乡镇级行政单位。

## 行政区划
丰乐镇下辖以下地区：
丰乐村、新田村、庙坝村、田村、茶坪村、牛塘村、新场村、官坝村和山江村。